# Onega (stad)
Onega (Russisch: Оне́га) is een stad in het noordwesten van Rusland aan de monding van de rivier de Onega in oblast Archangelsk.
De plaats groeide uit de nederzetting Oest-Onega die bekend is sinds 1137 en kreeg de stadsstatus op 19 augustus 1780 als Onega. Onega vormt een kleine haven aan een baai van de Witte Zee. De stad ligt aan de spoorweg van Moermansk naar Archangelsk.

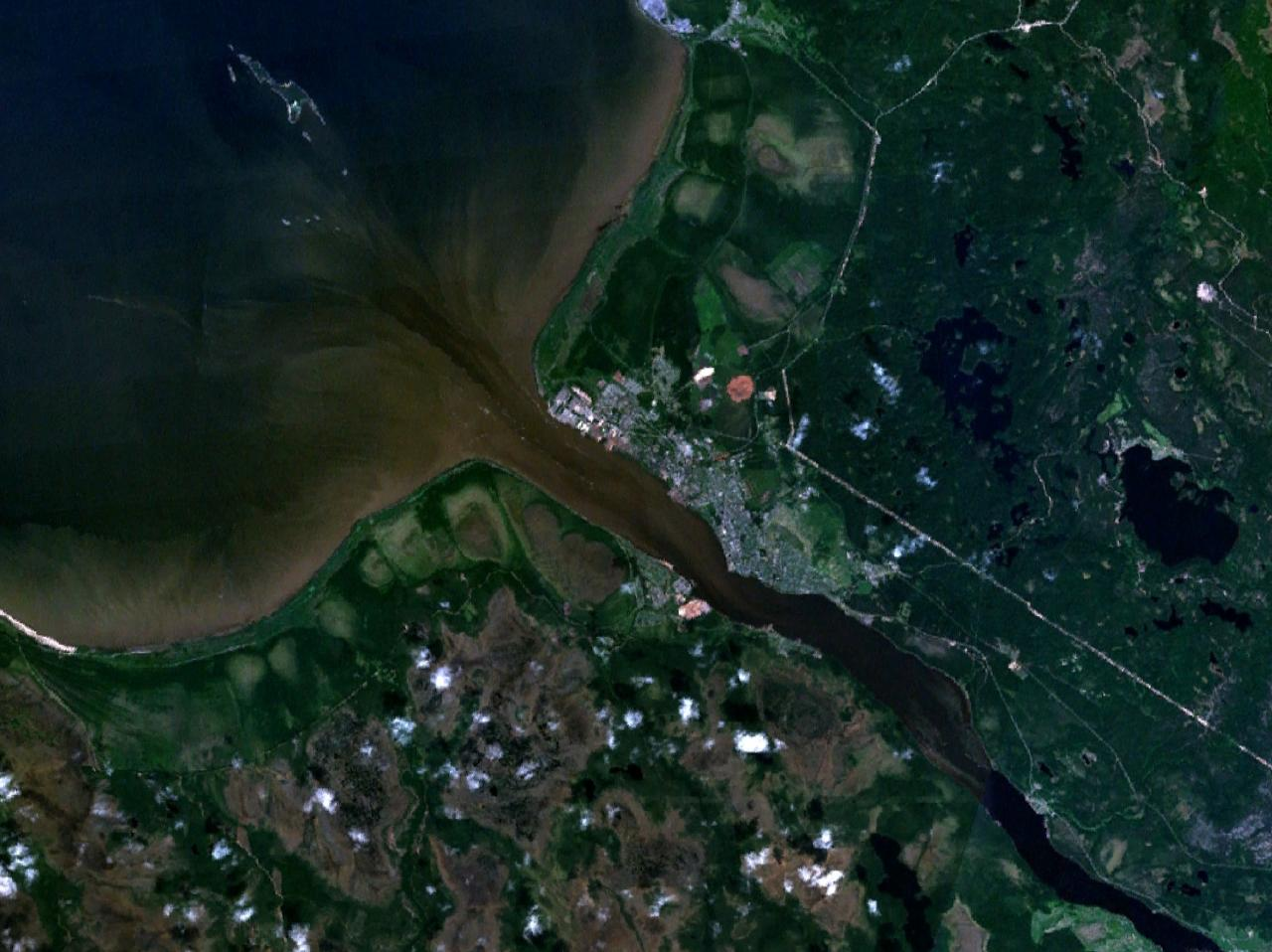
Satellietfoto

Het eiland Kii en de omringende ijsvelden die voor de kust liggen van Onega werden gebruikt als achtergrond voor de verfilming van A Captive in the Land in de winter van 1989-1990. Op het eiland Kii ligt ook een klooster dat niet meer in gebruik is.
Bestuurlijk centrum: Archangelsk

Kargopol · Korjazjma · Kotlas · Mezen · Mirny · Narjan-Mar (Nenetsië) · Njandoma · Novodvinsk · Onega · Severodvinsk · Sjenkoersk · Solvytsjegorsk · Velsk